# Hora de reír
Hora de Reír fue un programa de televisión argentino emitido por Canal 9 desde el 31 de mayo de 2015. La conducción del programa estaba a cargo de Mario De Candia y Carolina Wyler.
El programa aborda la realidad televisiva nacional con ironía y humor de stand up.

## Audiencia
| #1   | Domingo   | 31 de mayo de 2015       | 1.8 | ↑ Subió | Sí                                            | [ 1 ]   |
| #2   | Domingo   | 7 de junio de 2015       |     | ↓ Bajó  | SÍ (Nosotros a la mañana; La mesa está lista) | [ 2 ]   |
| #3   | Miércoles | 1 de julio de 2015       | 5.0 | ↓ Bajó  | SÍ (Nosotros a la mañana; La mesa está lista) | [ 3 ]   |
| #4   | Jueves    | 2 de julio de 2015       | 5.0 | = Igual | SÍ (Nosotros a la mañana; La mesa está lista) | [ 4 ]   |
| #5   | Viernes   | 3 de julio de 2015       | 5.4 | ↑ Subió | SÍ (Nosotros a la mañana; La mesa está lista) | [ 5 ]   |
| #6   | Lunes     | 6 de julio de 2015       | 4.6 | ↓ Bajó  | SÍ (Nosotros a la mañana; La mesa está lista) | [ 6 ]   |
| #7   | Martes    | 7 de julio de 2015       | 4.7 | ↑ Subió | SÍ (Nosotros a la mañana; La mesa está lista) | [ 7 ]   |
| #8   | Miércoles | 8 de julio de 2015       | 4.3 | ↓ Bajó  | SÍ (Nosotros a la mañana; La mesa está lista) | [ 8 ]   |
| #9   | Jueves    | 9 de julio de 2015       | 5.4 | ↑ Subió | SÍ (Nosotros a la mañana; La mesa está lista) | [ 9 ]   |
| #10  | Viernes   | 10 de julio de 2015      | 5.3 | ↓ Bajó  | SÍ (Nosotros a la mañana; La mesa está lista) | [ 10 ]  |
| #11  | Lunes     | 13 de julio de 2015      | 4.6 | ↓ Bajó  | SÍ (Nosotros a la mañana; La mesa está lista) | [ 11 ]  |
| #12  | Martes    | 14 de julio de 2015      | 5.3 | ↑ Subió | SÍ (Nosotros a la mañana; La mesa está lista) | [ 12 ]  |
| #13  | Miércoles | 15 de julio de 2015      | 5.4 | ↑ Subió | SÍ (Nosotros a la mañana; La mesa está lista) | [ 13 ]  |
| #14  | Jueves    | 16 de julio de 2015      | 4.7 | ↓ Bajó  | SÍ (Nosotros a la mañana; La mesa está lista) | [ 14 ]  |
| #15  | Viernes   | 17 de julio de 2015      | 6.0 | ↑ Subió | SÍ (Nosotros a la mañana; La mesa está lista) | [ 15 ]  |
| #16  | Lunes     | 20 de julio de 2015      | 4.4 | ↓ Bajó  | SÍ (Nosotros a la mañana; La mesa está lista) | [ 16 ]  |
| #17  | Martes    | 21 de julio de 2015      | 4.6 | ↑ Subió | SÍ (Nosotros a la mañana; La mesa está lista) | [ 17 ]  |
| #18  | Miércoles | 22 de julio de 2015      | 4.3 | ↓ Bajó  | SÍ (Nosotros a la mañana; La mesa está lista) | [ 18 ]  |
| #19  | Jueves    | 23 de julio de 2015      | 5.9 | ↑ Subió | SÍ (Nosotros a la mañana; La mesa está lista) | [ 19 ]  |
| #20  | Viernes   | 24 de julio de 2015      | 5.5 | ↓ Bajó  | SÍ (Nosotros a la mañana; La mesa está lista) | [ 20 ]  |
| #21  | Lunes     | 27 de julio de 2015      | 4.7 | ↓ Bajó  | SÍ (Nosotros a la mañana; La mesa está lista) | [ 21 ]  |
| #22  | Martes    | 28 de julio de 2015      | 5.5 | ↑ Subió | SÍ (Nosotros a la mañana; La mesa está lista) | [ 22 ]  |
| #23  | Miércoles | 29 de julio de 2015      | 5.2 | ↓ Bajó  | SÍ (Nosotros a la mañana; La mesa está lista) | [ 23 ]  |
| #24  | Jueves    | 30 de julio de 2015      | 5.5 | ↑ Subió | SÍ (Nosotros a la mañana; La mesa está lista) | [ 24 ]  |
| #25  | Viernes   | 31 de julio de 2015      | 5.8 | ↑ Subió | SÍ (Nosotros a la mañana; La mesa está lista) | [ 25 ]  |
| #26  | Lunes     | 3 de agosto de 2015      | 4.1 | ↓ Bajó  | SÍ (Nosotros a la mañana; La mesa está lista) | [ 26 ]  |
| #27  | Martes    | 4 de agosto de 2015      | 5.2 | ↑ Subió | SÍ (Nosotros a la mañana; La mesa está lista) | [ 27 ]  |
| #28  | Miércoles | 5 de agosto de 2015      | 5.0 | ↓ Bajó  | SÍ (Nosotros a la mañana; La mesa está lista) | [ 28 ]  |
| #29  | Jueves    | 6 de agosto de 2015      | 4.8 | ↓ Bajó  | SÍ (Nosotros a la mañana; La mesa está lista) | [ 29 ]  |
| #30  | Viernes   | 7 de agosto de 2015      | 4.0 | ↓ Bajó  | SÍ (Nosotros a la mañana; La mesa está lista) | [ 30 ]  |
| #31  | Lunes     | 10 de agosto de 2015     | 5.5 | ↑ Subió | SÍ (Nosotros a la mañana; La mesa está lista) | [ 31 ]  |
| #32  | Martes    | 11 de agosto de 2015     | 5.6 | ↑ Subió | SÍ (Nosotros a la mañana; La mesa está lista) | [ 32 ]  |
| #33  | Miércoles | 12 de agosto de 2015     | 4.7 | ↓ Bajó  | SÍ (Nosotros a la mañana; La mesa está lista) | [ 33 ]  |
| #34  | Jueves    | 13 de agosto de 2015     | 6.5 | ↑ Subió | SÍ (Nosotros a la mañana; La mesa está lista) | [ 34 ]  |
| #35  | Viernes   | 14 de agosto de 2015     | 5.2 | ↓ Bajó  | SÍ (Nosotros a la mañana; La mesa está lista) | [ 35 ]  |
| #36  | Lunes     | 17 de agosto de 2015     | 5.1 | ↓ Bajó  | SÍ (Nosotros a la mañana; La mesa está lista) | [ 36 ]  |
| #37  | Martes    | 18 de agosto de 2015     | 4.7 | ↓ Bajó  | SÍ (Nosotros a la mañana; La mesa está lista) | [ 37 ]  |
| #38  | Miércoles | 19 de agosto de 2015     | 5.5 | ↑ Subió | SÍ (Nosotros a la mañana; La mesa está lista) | [ 38 ]  |
| #39  | Jueves    | 20 de agosto de 2015     | 4.1 | ↓ Bajó  | SÍ (Nosotros a la mañana; La mesa está lista) | [ 39 ]  |
| #40  | Viernes   | 21 de agosto de 2015     | 3.9 | ↓ Bajó  | SÍ (Nosotros a la mañana; La mesa está lista) | [ 40 ]  |
| #41  | Lunes     | 24 de agosto de 2015     | 5.3 | ↑ Subió | SÍ (Nosotros a la mañana; La mesa está lista) | [ 41 ]  |
| #42  | Martes    | 25 de agosto de 2015     | 5.5 | ↑ Subió | SÍ (Nosotros a la mañana; La mesa está lista) | [ 42 ]  |
| #43  | Miércoles | 26 de agosto de 2015     | 5.5 | = Igual | SÍ (Nosotros a la mañana; La mesa está lista) | [ 43 ]  |
| #44  | Jueves    | 27 de agosto de 2015     | 6.0 | ↑ Subió | SÍ (Nosotros a la mañana; La mesa está lista) | [ 44 ]  |
| #45  | Viernes   | 28 de agosto de 2015     | 5.6 | ↓ Bajó  | SÍ (Nosotros a la mañana; La mesa está lista) | [ 45 ]  |
| #46  | Lunes     | 31 de agosto de 2015     | 6.1 | ↑ Subió | SÍ (Nosotros a la mañana; La mesa está lista) | [ 46 ]  |
| #47  | Martes    | 1 de septiembre de 2015  | 4.8 | ↓ Bajó  | SÍ (Nosotros a la mañana; La mesa está lista) | [ 47 ]  |
| #48  | Miércoles | 2 de septiembre de 2015  | 5.4 | ↑ Subió | SÍ (Nosotros a la mañana; La mesa está lista) | [ 48 ]  |
| #49  | Jueves    | 3 de septiembre de 2015  | 6.0 | ↑ Subió | SÍ (Nosotros a la mañana; La mesa está lista) | [ 49 ]  |
| #50  | Viernes   | 4 de septiembre de 2015  | 5.3 | ↓ Bajó  | SÍ (Nosotros a la mañana; La mesa está lista) | [ 50 ]  |
| #51  | Lunes     | 7 de septiembre de 2015  | 6.3 | ↑ Subió | SÍ (Nosotros a la mañana; La mesa está lista) | [ 51 ]  |
| #52  | Martes    | 8 de septiembre de 2015  | 5.1 | ↓ Bajó  | SÍ (Nosotros a la mañana; La mesa está lista) | [ 52 ]  |
| #53  | Miércoles | 9 de septiembre de 2015  | 6.2 | ↑ Subió | SÍ (Nosotros a la mañana; La mesa está lista) | [ 53 ]  |
| #54  | Jueves    | 10 de septiembre de 2015 | 5.5 | ↑ Subió | Sí (Nosotros a la mañana; La mesa está lista) | [ 54 ]  |
| #55  | Viernes   | 11 de septiembre de 2015 | 5.4 | ↑ Subió | Sí (Nosotros a la mañana; La mesa está lista) | [ 55 ]  |
| #56  | Lunes     | 14 de septiembre de 2015 | 4.9 | ↓ Bajó  | Sí (Nosotros a la mañana; La mesa está lista) | [ 56 ]  |
| #57  | Martes    | 15 de septiembre de 2015 | 5.1 | ↑ Subió | Sí (Nosotros a la mañana; La mesa está lista) | [ 57 ]  |
| #58  | Miércoles | 16 de septiembre de 2015 | 5.9 | ↓ Bajó  | Sí (Nosotros a la mañana; La mesa está lista) | [ 58 ]  |
| #59  | Jueves    | 17 de septiembre de 2015 | 4.3 | ↓ Bajó  | Sí (Nosotros a la mañana; La mesa está lista) | [ 59 ]  |
| #60  | Viernes   | 18 de septiembre de 2015 | 5.3 | ↓ Bajó  | Sí (Nosotros a la mañana; La mesa está lista) | [ 60 ]  |
| #61  | Lunes     | 21 de septiembre de 2015 | 6.1 | ↑ Subió | Sí (Nosotros a la mañana; La mesa está lista) | [ 61 ]  |
| #62  | Martes    | 22 de septiembre de 2015 | 6.7 | ↑ Subió | Sí (Nosotros a la mañana; La mesa está lista) | [ 62 ]  |
| #63  | Miércoles | 23 de septiembre de 2015 | 6.6 | ↑ Subió | Sí (Nosotros a la mañana; La mesa está lista) | [ 63 ]  |
| #64  | Jueves    | 24 de septiembre de 2015 | 6.6 | ↑ Subió | Sí (Nosotros a la mañana; La mesa está lista) | [ 64 ]  |
| #65  | Viernes   | 25 de septiembre de 2015 | 6.2 | ↑ Subió | Sí (Nosotros a la mañana; La mesa está lista) | [ 65 ]  |
| #66  | Lunes     | 28 de septiembre de 2015 | 5.8 | ↓ Bajó  | Sí (Nosotros a la mañana; La mesa está lista) | [ 66 ]  |
| #67  | Martes    | 29 de septiembre de 2015 | 6.1 | ↑ Subió | Sí (Nosotros a la mañana; La mesa está lista) | [ 67 ]  |
| #68  | Miércoles | 30 de septiembre de 2015 | 5.5 | ↑ Subió | Sí (Nosotros a la mañana; La mesa está lista) | [ 68 ]  |
| #69  | Jueves    | 1 de octubre de 2015     | 5.7 | ↑ Subió | Sí (Nosotros a la mañana; La mesa está lista) | [ 69 ]  |
| #70  | Viernes   | 2 de octubre de 2015     | 6.4 | ↑ Subió | Sí (Nosotros a la mañana; La mesa está lista) | [ 70 ]  |
| #71  | Lunes     | 5 de octubre de 2015     | 6.1 | ↑ Subió | Sí (Nosotros a la mañana; La mesa está lista) | [ 71 ]  |
| #72  | Martes    | 6 de octubre de 2015     | 7.0 | ↑ Subió | Sí (Nosotros a la mañana; La mesa está lista) | [ 72 ]  |
| #73  | Miércoles | 7 de octubre de 2015     | 6.5 | ↑ Subió | Sí (Nosotros a la mañana; La mesa está lista) | [ 10 ]  |
| #74  | Jueves    | 8 de octubre de 2015     | 6.1 | ↑ Subió | Sí (Nosotros a la mañana; La mesa está lista) | [ 31 ]  |
| #75  | Viernes   | 9 de octubre de 2015     | 5.3 | ↑ Subió | Sí (Nosotros a la mañana; La mesa está lista) | [ 73 ]  |
| #76  | Lunes     | 12 de octubre de 2015    | 5.5 | ↑ Subió | Sí (Nosotros a la mañana; La mesa está lista) | [ 74 ]  |
| #77  | Martes    | 13 de octubre de 2015    | 6.5 | ↑ Subió | Sí (Nosotros a la mañana; La mesa está lista) | [ 75 ]  |
| #78  | Miércoles | 14 de octubre de 2015    | 5.9 | ↓ Bajó  | Sí (Nosotros a la mañana; La mesa está lista) | [ 76 ]  |
| #79  | Jueves    | 15 de octubre de 2015    | 7.4 | ↑ Subió | Sí (Nosotros a la mañana; La mesa está lista) | [ 77 ]  |
| #80  | Viernes   | 16 de octubre de 2015    | 5.7 | ↓ Bajó  | Sí (Nosotros a la mañana; La mesa está lista) | [ 78 ]  |
| #81  | Lunes     | 19 de octubre de 2015    | 5.5 | ↓ Bajó  | Sí (Nosotros a la mañana; La mesa está lista) | [ 79 ]  |
| #82  | Martes    | 20 de octubre de 2015    | 7.4 | ↑ Subió | Sí (Nosotros a la mañana; La mesa está lista) | [ 80 ]  |
| #83  | Miércoles | 21 de octubre de 2015    | 5.2 | ↓ Bajó  | Sí (Nosotros a la mañana; La mesa está lista) | [ 81 ]  |
| #84  | Jueves    | 22 de octubre de 2015    | 6.5 | ↑ Subió | Sí (Nosotros a la mañana; La mesa está lista) | [ 82 ]  |
| #85  | Viernes   | 23 de octubre de 2015    | 6.2 | ↓ Bajó  | Sí (Nosotros a la mañana; La mesa está lista) | [ 83 ]  |
| #86  | Lunes     | 26 de octubre de 2015    | 6.4 | ↑ Subió | Sí (Nosotros a la mañana; La mesa está lista) | [ 84 ]  |
| #87  | Martes    | 27 de octubre de 2015    | 5.6 | ↓ Bajó  | Sí (Nosotros a la mañana; La mesa está lista) | [ 85 ]  |
| #88  | Miércoles | 28 de octubre de 2015    | 5.1 | ↓ Bajó  | Sí (Nosotros a la mañana; La mesa está lista) | [ 86 ]  |
| #89  | Jueves    | 29 de octubre de 2015    | 5.8 | ↑ Subió | Sí (Nosotros a la mañana; La mesa está lista) | [ 87 ]  |
| #90  | Viernes   | 30 de octubre de 2015    | 6.1 | ↑ Subió | Sí (Nosotros a la mañana; La mesa está lista) | [ 88 ]  |
| #91  | Lunes     | 2 de noviembre de 2015   | 4.3 | ↓ Bajó  | Sí (Nosotros a la mañana; La mesa está lista) | [ 89 ]  |
| #92  | Martes    | 3 de noviembre de 2015   | 4.6 | ↑ Subió | No (Desayuno americano; América Noticias 1ra) | [ 90 ]  |
| #93  | Miércoles | 4 de noviembre de 2015   | 4.8 | ↑ Subió | Sí (Nosotros a la mañana; La mesa está lista) | [ 91 ]  |
| #94  | Jueves    | 5 de noviembre de 2015   | 5.7 | ↑ Subió | Sí (Nosotros a la mañana; La mesa está lista) | [ 92 ]  |
| #95  | Viernes   | 6 de noviembre de 2015   | 5.7 | = Igual | Sí (Nosotros a la mañana; La mesa está lista) | [ 93 ]  |
| #96  | Lunes     | 9 de noviembre de 2015   | 6.5 | ↑ Subió | Sí (Nosotros a la mañana; La mesa está lista) | [ 94 ]  |
| #97  | Martes    | 10 de noviembre de 2015  | 6.0 | ↓ Bajó  | Sí (Nosotros a la mañana; La mesa está lista) | [ 95 ]  |
| #98  | Miércoles | 11 de noviembre de 2015  | 5.0 | ↓ Bajó  | Sí (Nosotros a la mañana; La mesa está lista) | [ 96 ]  |
| #99  | Jueves    | 12 de noviembre de 2015  | 6.2 | ↑ Subió | Sí (Nosotros a la mañana; La mesa está lista) | [ 97 ]  |
| #100 | Viernes   | 13 de noviembre de 2015  | 6.3 | ↑ Subió | Sí (Nosotros a la mañana; La mesa está lista) | [ 98 ]  |
| #101 | Lunes     | 16 de noviembre de 2015  | 6.0 | ↓ Bajó  | Sí (Nosotros a la mañana; La mesa está lista) | [ 99 ]  |
| #102 | Martes    | 17 de noviembre de 2015  | 7.0 | ↑ Subió | Sí (Nosotros a la mañana; La mesa está lista) | [ 100 ] |
| #103 | Miércoles | 18 de noviembre de 2015  | 5.6 | ↓ Bajó  | Sí (Nosotros a la mañana; La mesa está lista) | [ 101 ] |
| #104 | Jueves    | 19 de noviembre de 2015  | 6.7 | ↑ Subió | Sí (Nosotros a la mañana; La mesa está lista) | [ 102 ] |
| #105 | Viernes   | 20 de noviembre de 2015  | 5.5 | ↓ Bajó  | Sí (Nosotros a la mañana; La mesa está lista) | [ 103 ] |
| #106 | Lunes     | 23 de noviembre de 2015  | 5.3 | ↓ Bajó  | Sí (Nosotros a la mañana; La mesa está lista) | [ 104 ] |
| #107 | Martes    | 24 de noviembre de 2015  | 5.3 | = Igual | Sí (Nosotros a la mañana; La mesa está lista) | [ 105 ] |
| #108 | Miércoles | 25 de noviembre de 2015  | 6.0 | ↑ Subió | Sí (Nosotros a la mañana; La mesa está lista) | [ 106 ] |
| #109 | Jueves    | 26 de noviembre de 2015  | 5.7 | ↓ Bajó  | Sí (Nosotros a la mañana; La mesa está lista) | [ 107 ] |
| #110 | Viernes   | 27 de noviembre de 2015  | 5.3 | ↓ Bajó  | No (Qué mañana!; Tele9 al mediodía')          | [ 108 ] |
| #111 | Lunes     | 30 de noviembre de 2015  | 5.2 | ↓ Bajó  | Sí (Nosotros a la mañana; La mesa está lista) | [ 109 ] |
| #112 | Martes    | 1 de diciembre de 2015   | 6.0 | ↑ Subió | Sí (Nosotros a la mañana; La mesa está lista) | [ 110 ] |
| #113 | Miércoles | 2 de diciembre de 2015   | 4.5 | ↓ Bajó  | Sí (Nosotros a la mañana; La mesa está lista) | [ 111 ] |
| #114 | Jueves    | 3 de diciembre de 2015   | 5.6 | ↑ Subió | Sí (Nosotros a la mañana; La mesa está lista) | [ 112 ] |
| #115 | Viernes   | 4 de diciembre de 2015   | 4.6 | ↓ Bajó  | Sí (Nosotros a la mañana; La mesa está lista) | [ 113 ] |
| #116 | Lunes     | 7 de diciembre de 2015   | 4.9 | ↑ Subió | Sí (Nosotros a la mañana; La mesa está lista) | [ 114 ] |
| #117 | Martes    | 8 de diciembre de 2015   | 5.1 | ↑ Subió | Sí (Nosotros a la mañana; La mesa está lista) | [ 33 ]  |
| #118 | Miércoles | 9 de diciembre de 2015   | 4.7 | ↓ Bajó  | Sí (Nosotros a la mañana; La mesa está lista) | [ 115 ] |
| #119 | Jueves    | 10 de diciembre de 2015  | 3.8 | ↓ Bajó  | No (Teleflash Trece)                          | [ 116 ] |
| #120 | Viernes   | 11 de diciembre de 2015  | 5.5 | ↑ Subió | Sí                                            | [ 117 ] |
| #121 | Lunes     | 14 de diciembre de 2015  | 4.8 | ↓ Bajó  | Sí                                            | [ 118 ] |
| #122 | Martes    | 15 de diciembre de 2015  | 4.9 | ↑ Subió | Sí                                            | [ 119 ] |
| #123 | Miércoles | 16 de diciembre de 2015  | 5.3 | ↑ Subió | Sí                                            | [ 120 ] |
| #124 | Jueves    | 17 de diciembre de 2015  | 4.8 | ↓ Bajó  | Sí                                            | [ 121 ] |
| #125 | Viernes   | 18 de diciembre de 2015  | 4.5 | ↓ Bajó  | Sí                                            | [ 122 ] |
| #126 | Lunes     | 21 de diciembre de 2015  | 5.1 | ↑ Subió | Sí                                            | [ 123 ] |
| #127 | Martes    | 22 de diciembre de 2015  | 4.7 | ↓ Bajó  | Sí                                            | [ 124 ] |
| #128 | Miércoles | 23 de diciembre de 2015  | 5.0 | ↑ Subió | Sí                                            | [ 125 ] |
| #129 | Jueves    | 24 de diciembre de 2015  | 4.9 | ↓ Bajó  | Sí                                            | [ 126 ] |
| #130 | Viernes   | 25 de diciembre de 2015  | 3.0 | ↓ Bajó  | Sí                                            | [ 127 ] |
| #131 | Lunes     | 28 de diciembre de 2015  |     |         |                                               |         |
| #132 | Martes    | 29 de diciembre de 2015  |     |         |                                               |         |
| #133 | Miércoles | 30 de diciembre de 2015  |     |         |                                               |         |
| #134 | Jueves    | 31 de diciembre de 2015  |     |         |                                               |         |
| #135 | Viernes   | 1 de enero de 2016       |     |         |                                               |         |
| #136 | Lunes     | 4 de enero de 2016       |     |         |                                               |         |
| #137 | Martes    | 5 de enero de 2016       |     |         |                                               |         |
| #138 | Miércoles | 6 de enero de 2016       |     |         |                                               |         |
| #139 | Jueves    | 7 de enero de 2016       |     |         |                                               |         |
| #140 | Viernes   | 8 de enero de 2016       |     |         |                                               |         |
| #141 | Lunes     | 11 de enero de 2016      |     |         |                                               |         |
| #142 | Martes    | 12 de enero de 2016      |     |         |                                               |         |
| #143 | Miércoles | 13 de enero de 2016      |     |         |                                               |         |
| #144 | Jueves    | 14 de enero de 2016      |     |         |                                               |         |
| #145 | Viernes   | 15 de enero de 2016      |     |         |                                               |         |
| #146 | Lunes     | 18 de enero de 2016      |     |         |                                               |         |
| #147 | Martes    | 19 de enero de 2016      |     |         |                                               |         |
| #148 | Miércoles | 20 de enero de 2016      |     |         |                                               |         |
| #149 | Jueves    | 21 de enero de 2016      |     |         |                                               |         |
| #150 | Viernes   | 22 de enero de 2016      |     |         |                                               |         |
| #151 | Lunes     | 25 de enero de 2016      |     |         |                                               |         |
| #152 | Martes    | 26 de enero de 2016      |     |         |                                               |         |
| #153 | Miércoles | 27 de enero de 2016      |     |         |                                               |         |
| #154 | Jueves    | 28 de enero de 2016      |     |         |                                               |         |
| #155 | Viernes   | 29 de enero de 2016      |     |         |                                               |         |
| #156 | Lunes     | 1 de febrero de 2016     |     |         |                                               |         |
| #157 | Martes    | 2 de febrero de 2016     |     |         |                                               |         |
| #158 | Miércoles | 3 de febrero de 2016     |     |         |                                               |         |
| #159 | Jueves    | 4 de febrero de 2016     |     |         |                                               |         |
| #159 | Jueves    | 4 de febrero de 2016     |     |         |                                               |         |
| #160 | Viernes   | 5 de febrero de 2016     |     |         |                                               |         |
| #161 | Lunes     | 8 de febrero de 2016     |     |         |                                               |         |
| #162 | Martes    | 9 de febrero de 2016     |     |         |                                               |         |
| #163 | Miércoles | 10 de febrero de 2016    |     |         |                                               |         |
| #164 | Jueves    | 11 de febrero de 2016    |     |         |                                               |         |
| #165 | Viernes   | 12 de febrero de 2016    |     |         |                                               |         |
| #166 | Lunes     | 15 de febrero de 2016    |     |         |                                               |         |
| #167 | Martes    | 16 de febrero de 2016    |     |         |                                               |         |
| #168 | Miércoles | 17 de febrero de 2016    |     |         |                                               |         |
| #169 | Jueves    | 18 de febrero de 2016    |     |         |                                               |         |
| #170 | Viernes   | 19 de febrero de 2016    |     |         |                                               |         |
| #171 | Lunes     | 22 de febrero de 2016    |     |         |                                               |         |
| #172 | Martes    | 23 de febrero de 2016    |     |         |                                               |         |
| #173 | Miércoles | 24 de febrero de 2016    |     |         |                                               |         |
| #174 | Jueves    | 25 de febrero de 2016    |     |         |                                               |         |
| #175 | Viernes   | 26 de febrero de 2016    |     |         |                                               |         |
| #176 | Lunes     | 29 de febrero de 2016    |     |         |                                               |         |
| #176 | Martes    | 1 de marzo de 2016       |     |         |                                               |         |
| #177 | Miércoles | 2 de marzo de 2016       |     |         |                                               |         |
| #178 | Jueves    | 3 de marzo de 2016       |     |         |                                               |         |
| #179 | Viernes   | 4 de marzo de 2016       |     |         |                                               |         |
| #180 | Lunes     | 7 de marzo de 2016       |     |         |                                               |         |
| #181 | Martes    | 8 de marzo de 2016       |     |         |                                               |         |
| #182 | Miércoles | 9 de marzo de 2016       |     |         |                                               |         |
| #183 | Jueves    | 10 de marzo de 2016      |     |         |                                               |         |
| #184 | Viernes   | 11 de marzo de 2016      |     |         |                                               |         |
| #185 | Lunes     | 14 de marzo de 2016      |     |         |                                               |         |
| #186 | Martes    | 15 de marzo de 2016      |     |         |                                               |         |
| #187 | Miércoles | 16 de marzo de 2016      |     |         |                                               |         |
| #188 | Jueves    | 17 de marzo de 2016      |     |         |                                               |         |
| #189 | Viernes   | 18 de marzo de 2016      |     |         |                                               |         |
| #190 | Lunes     | 21 de marzo de 2016      |     |         |                                               |         |
| #191 | Martes    | 22 de marzo de 2016      |     |         |                                               |         |
| #192 | Miércoles | 23 de marzo de 2016      |     |         |                                               |         |
| #193 | Jueves    | 24 de marzo de 2016      |     |         |                                               |         |
| #194 | Viernes   | 25 de marzo de 2016      |     |         |                                               |         |
| #195 | Lunes     | 28 de marzo de 2016      |     |         |                                               |         |
| #196 | Martes    | 29 de marzo de 2016      |     |         |                                               |         |
| #197 | Miércoles | 30 de marzo de 2016      |     |         |                                               |         |
| #198 | Jueves    | 31 de marzo de 2016      |     |         |                                               |         |
| #199 | Viernes   | 1 de abril de 2016       |     |         |                                               |         |
| #200 | Lunes     | 4 de abril de 2016       |     |         |                                               |         |
| #201 | Martes    | 5 de abril de 2016       |     |         |                                               |         |
| #202 | Miércoles | 6 de abril de 2016       |     |         |                                               |         |
| #203 | Jueves    | 7 de abril de 2016       |     |         |                                               |         |
| #204 | Viernes   | 8 de abril de 2016       |     |         |                                               |         |
| #205 | Lunes     | 11 de abril de 2016      |     |         |                                               |         |
| #206 | Martes    | 12 de abril de 2016      |     |         |                                               |         |
| #207 | Miércoles | 13 de abril de 2016      |     |         |                                               |         |
| #208 | Jueves    | 14 de abril de 2016      |     |         |                                               |         |
| #209 | Viernes   | 15 de abril de 2016      |     |         |                                               |         |
| #210 | Lunes     | 18 de abril de 2016      |     |         |                                               |         |
| #211 | Martes    | 19 de abril de 2016      |     |         |                                               |         |
| #212 | Miércoles | 20 de abril de 2016      |     |         |                                               |         |
| #213 | Jueves    | 21 de abril de 2016      |     |         |                                               |         |
| #214 | Viernes   | 22 de abril de 2016      |     |         |                                               |         |